# Zanna punctata
Zanna punctata är en insektsart som först beskrevs av Olivier 1791.  Zanna punctata ingår i släktet Zanna och familjen lyktstritar. Inga underarter finns listade i Catalogue of Life.